# Lupinus lutescens
Lupinus lutescens är en ärtväxtart som beskrevs av Charles Piper Smith. Lupinus lutescens ingår i släktet lupiner, och familjen ärtväxter. Inga underarter finns listade i Catalogue of Life.